# Cascada

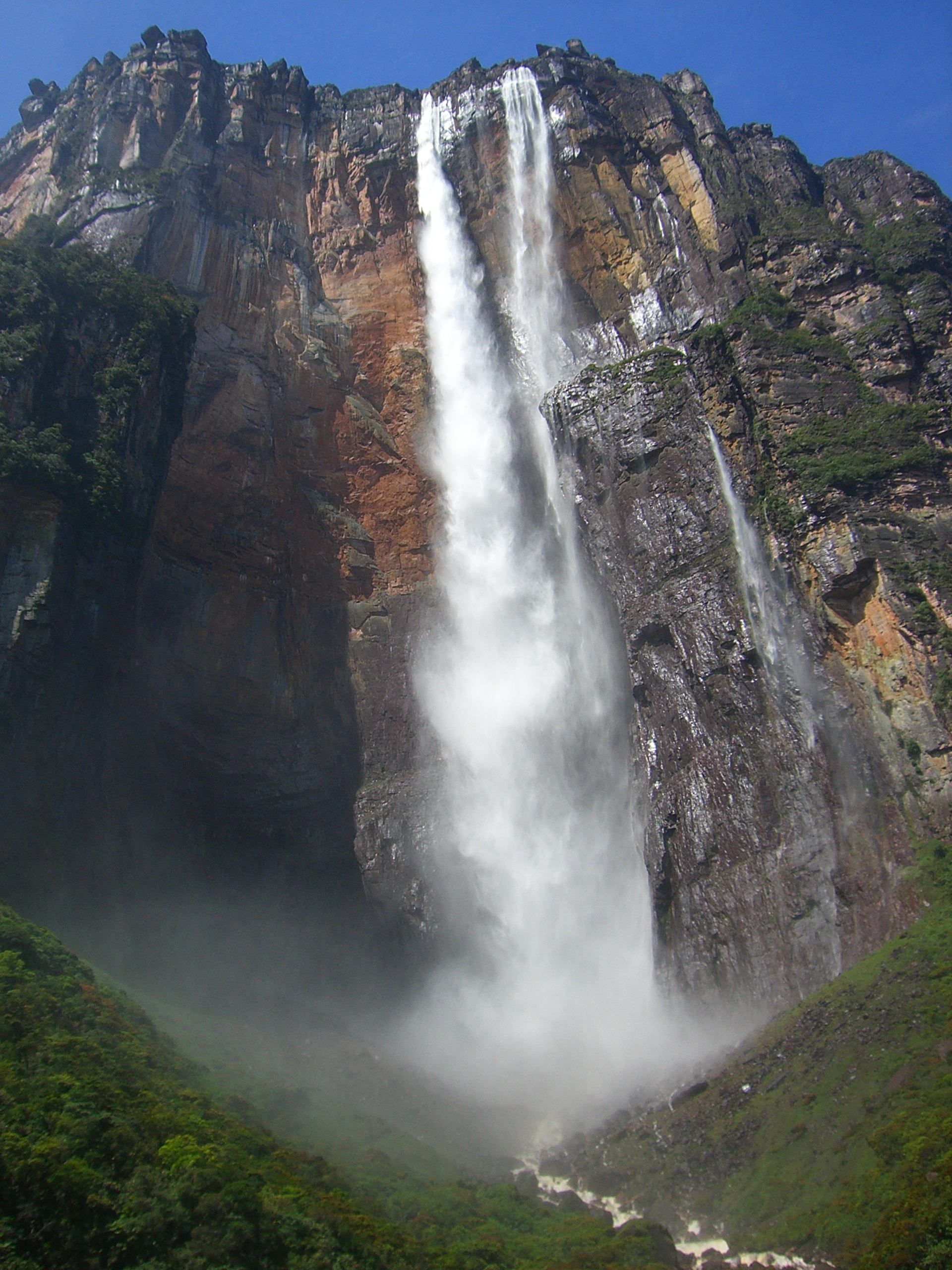
El Salto Ángel, en Venezuela, con 979 m, es la caída de agua más alta del mundo.

Se llama cascada, caída, catarata, salto de agua o caída de agua gigante al tramo de un curso fluvial donde, por causa de un fuerte desnivel del lecho o cauce, el agua cae verticalmente por efecto de la gravedad. Las caídas de agua se consideran uno de los fenómenos más bellos de la naturaleza. Algunas caídas de agua se utilizan para generar energía hidroeléctrica.
En español se emplean varios términos para designar este accidente, como caída, salto, cascada, catarata, torrente, rápido o chorro, sin que estén claramente definidos ni científicamente determinados. Se emplea el término cascada para designar la caída desde cierta altura de un río u otra corriente por un brusco desnivel del cauce y se habla de catarata cuando se trata de una cascada muy grande o caudalosa. En cualquier caso no siempre es fácil la correspondencia entre el nombre del accidente geográfico y el descriptor y muchas cascadas son en realidad cataratas, agravado porque es difícil saber cuándo se emplea el descriptor en singular y cuándo en plural (como por ejemplo, «catarata de Paulo Afonso» vs. «cataratas del Niágara») y cuando se hace uso del determinativo «de» o «del» («salto Ángel» vs «salto del Tugela»). También se emplean voces de otros idiomas, como cachoeira, chute o waterfalls.
Las caídas de agua son sistemas dinámicos que varían con las estaciones y con los años, aunque esto último solo se hace perceptible a escala geológica. Presentan distintas formas (por ejemplo, si su caída es vertical o si sigue una pronunciada pendiente, etc.), determinadas por el volumen de agua, la altura de la caída, la anchura del lecho y la conformación de las paredes entre las cuales corre el líquido, dependiendo del tipo de roca y de las distintas capas en las que se disponen.

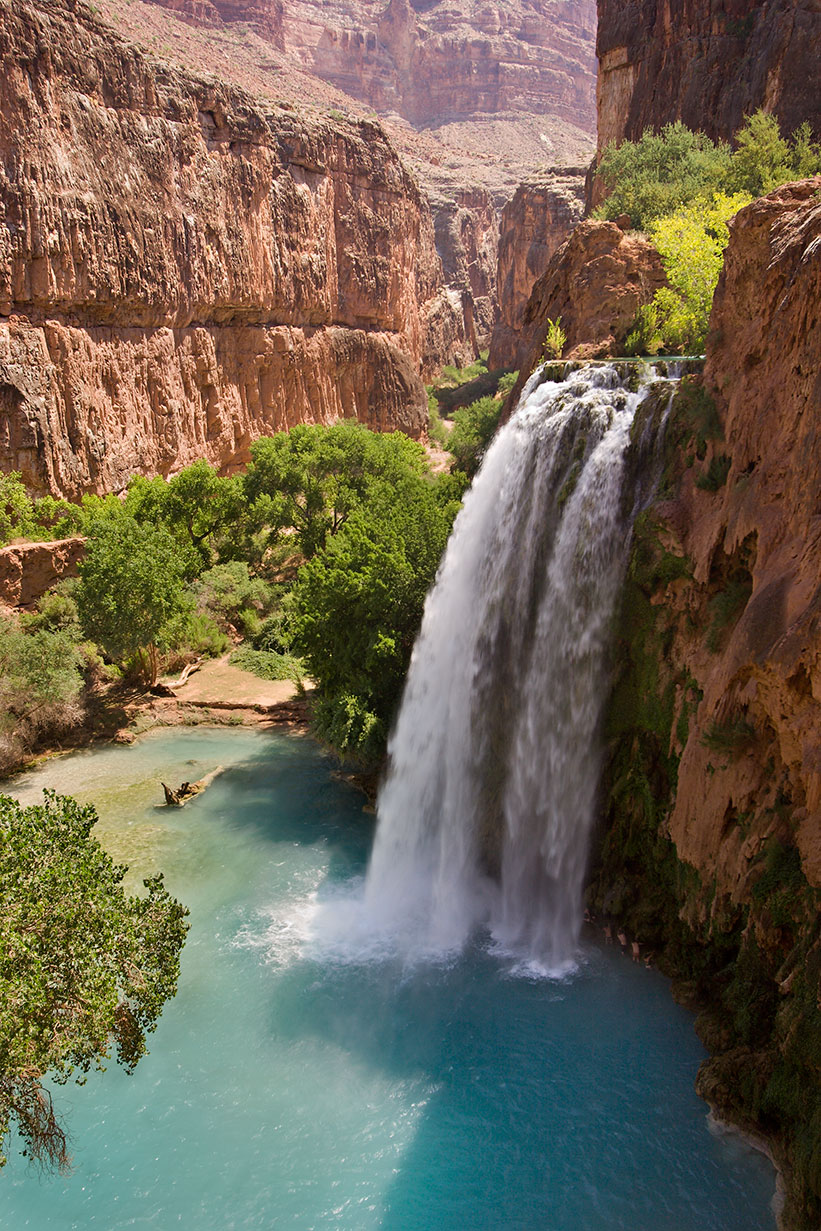
Cataratas de Havasu, Arizona, Estados Unidos, un ejemplo de cascada de tipo zambullida.

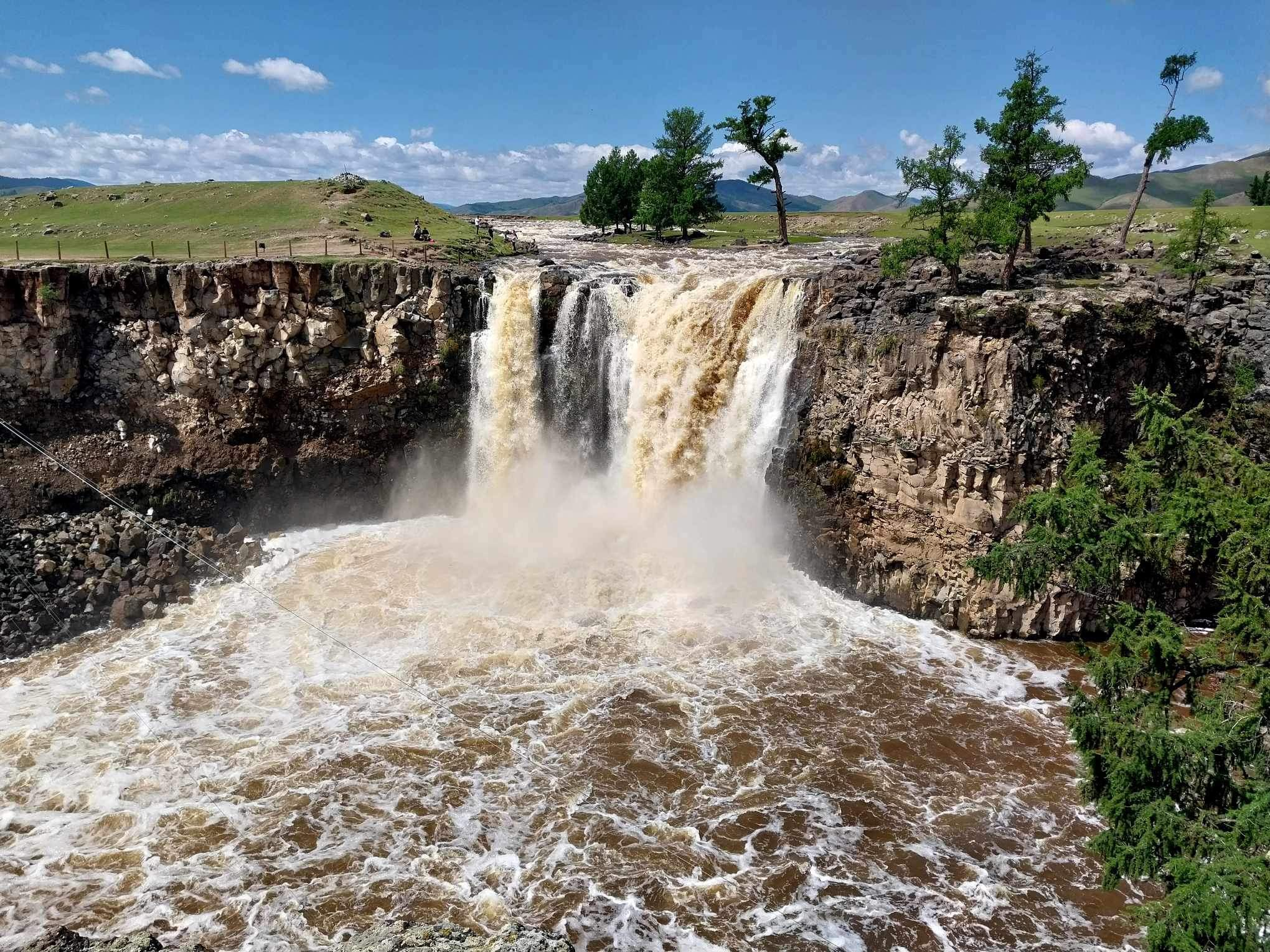
La cascada Ulaan tsutgalan de Mongolia

Entre las caídas de agua más famosas del mundo se encuentran las cataratas del Iguazú —compuestas por 275 cascadas de diferentes alturas localizadas entre Argentina y Brasil—, las cataratas del Niágara —situadas en la frontera entre Estados Unidos y Canadá y con un caudal que llega a los 11 000 m³/s—, las cataratas de Yosemite —en California, de 739 m de caída, muy conocidas por su belleza— y el salto Ángel —en Venezuela, que con una altura de 979 m (807 m de caída ininterrumpida), es el salto de agua más alto del mundo.
Por extensión también se habla de cascada de hielo cuando el agua congelada forma caídas pronunciadas. Esto suele ocurrir cuando el caudal de agua es muy pequeño y se va helando de forma sucesiva, provocando el aumento de la estructura de hielo a unos -4 grados.

## Formación

Formación de una caída de agua

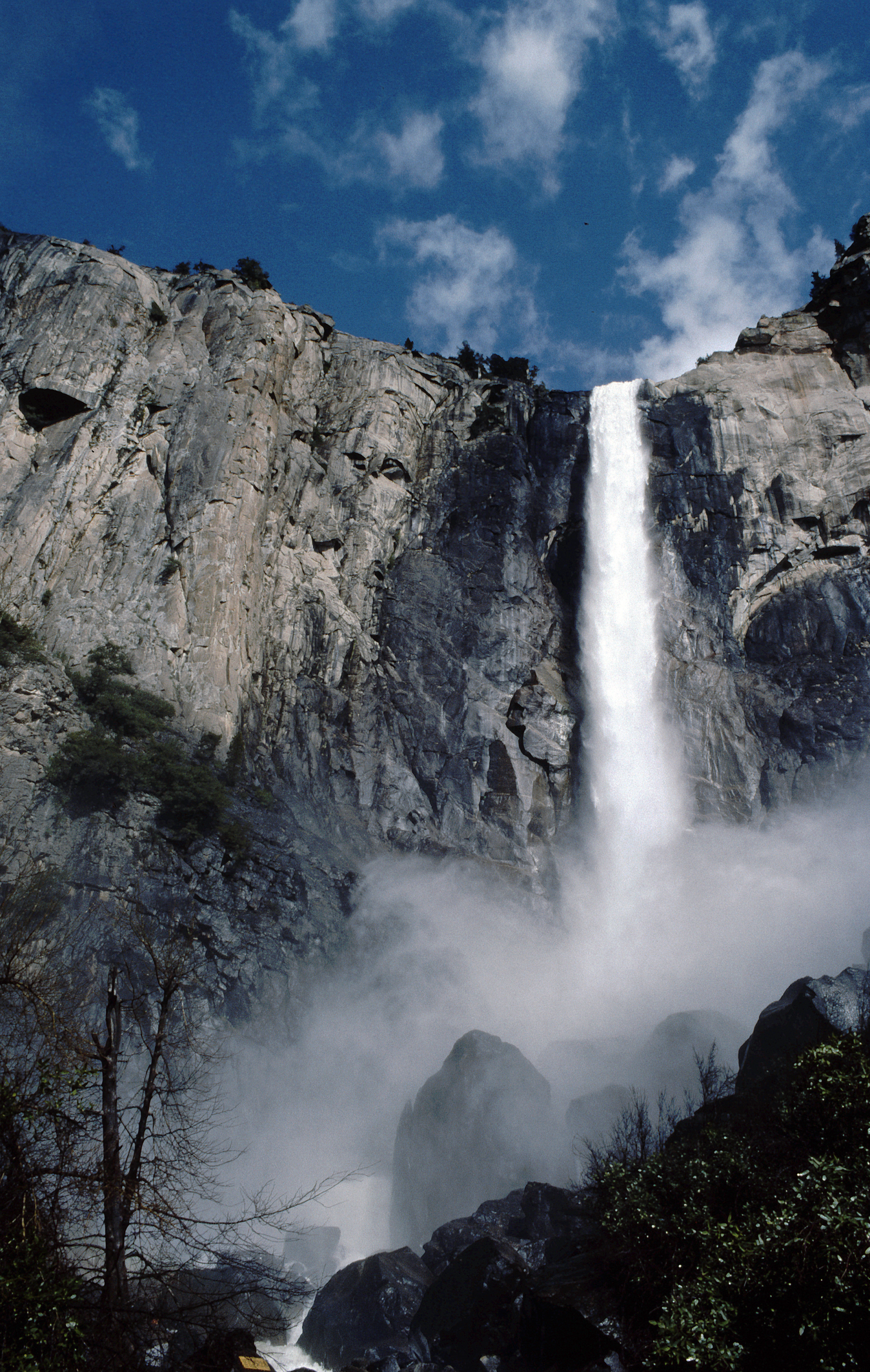
Catarata en el parque nacional de Yosemite.

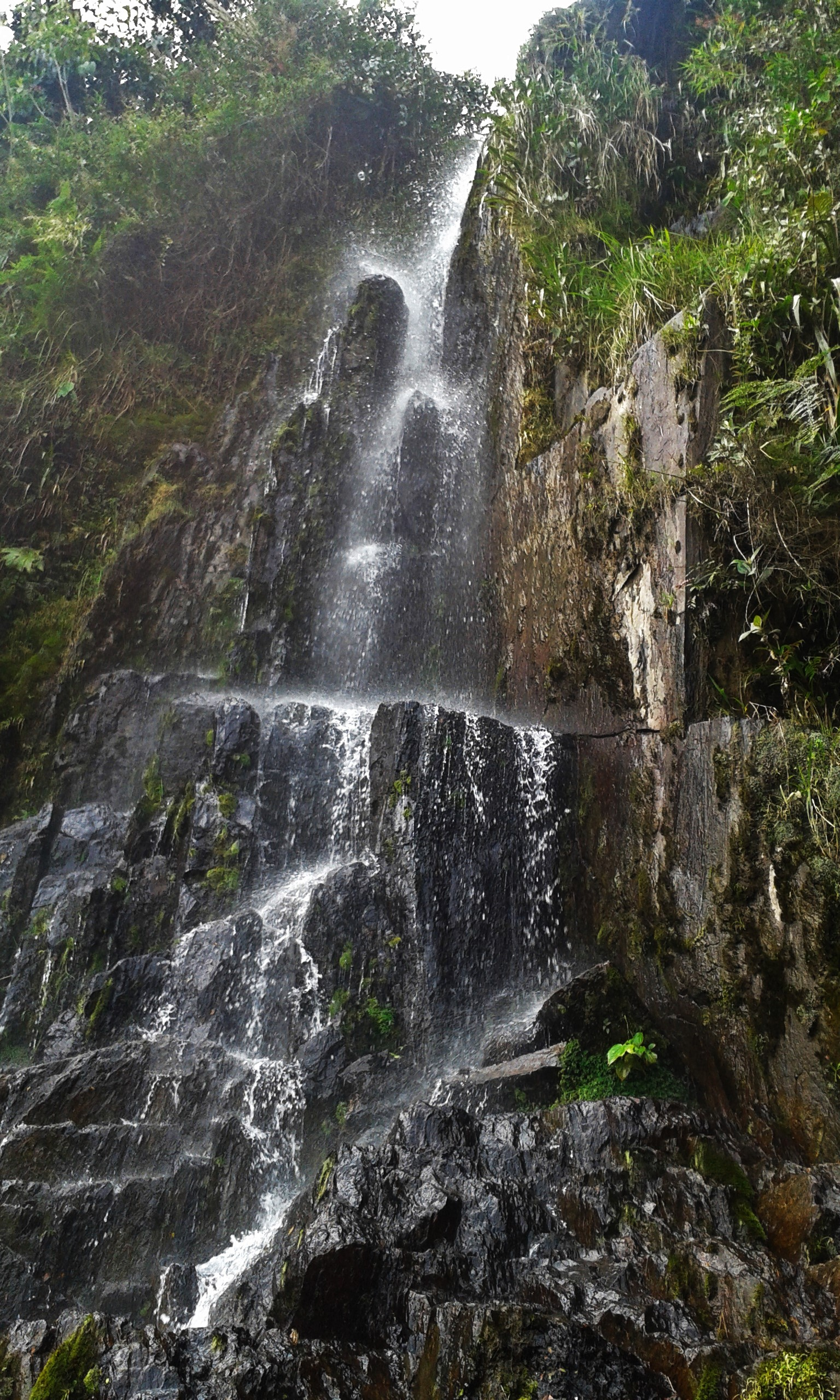
Cascada de la quebrada Los Cristos, Calvario De Palenque, Santa Rosa de Osos, Colombia.

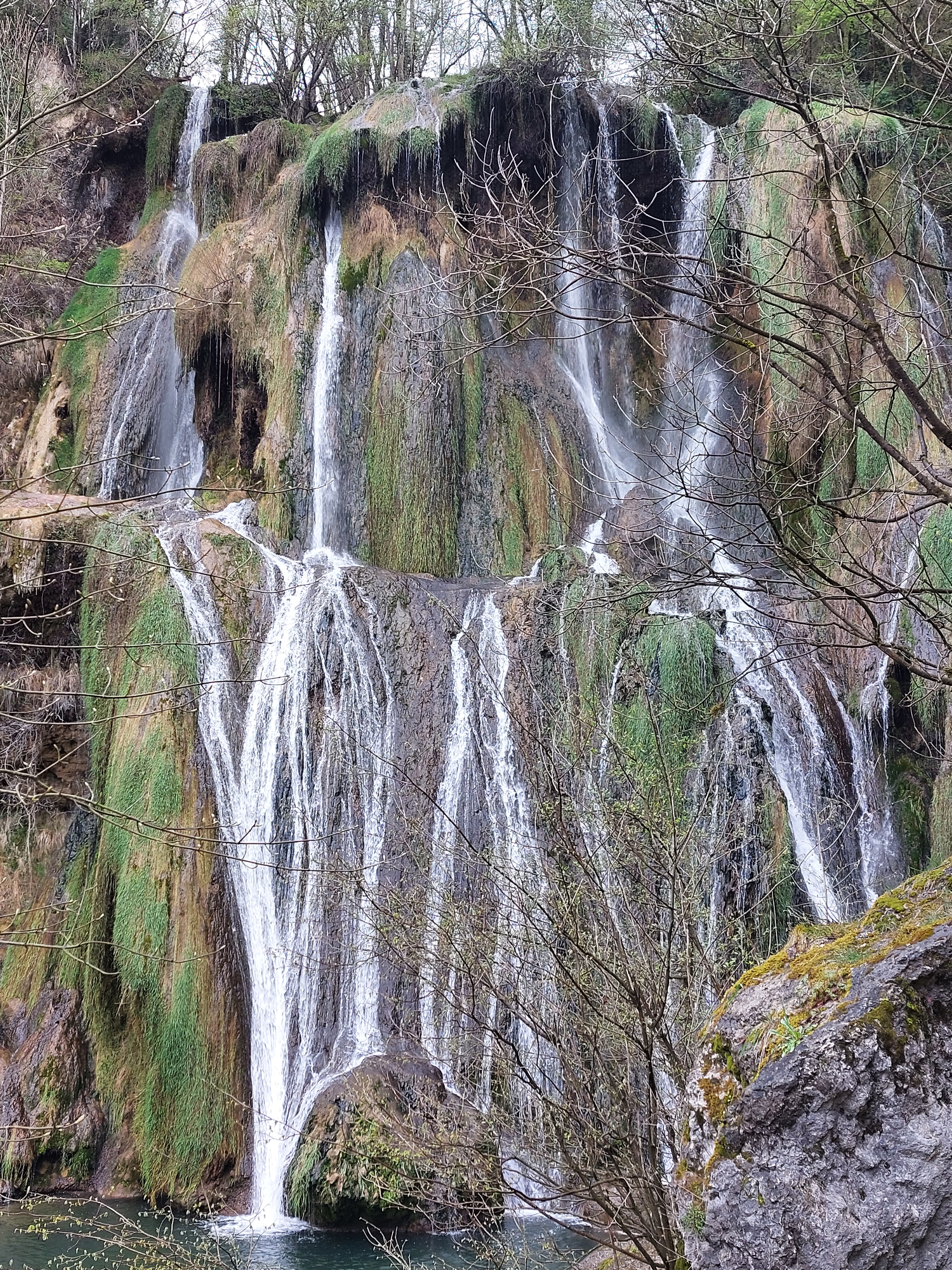
Cascada de Glandieu en Francia, departamento de Ain.

Las caídas de agua pueden tener diversos orígenes y se forman con mayor frecuencia cuando un río es joven, momento en que el cauce es a menudo estrecho y profundo. En la mayor parte de los casos, se deben a la desigual resistencia que oponen las rocas a las corrientes de agua. Cuando un río desgasta profundamente su lecho y encuentra resistencia en una masa rocosa, el ahondamiento se produce más lentamente. De este modo, el nivel del obstáculo constituirá, temporalmente, el nivel de base, ya que el obstáculo por sí mismo establecerá el perfil longitudinal del río aguas arriba. Pero río abajo, más allá de esta masa rocosa que resiste, el ahondamiento prosigue más rápido, y formará su fuerte declive, o una bajada vertical, que interrumpirá el curso del río y será la causa determinante de la caída. A medida que el curso de agua aumenta su velocidad en el borde de la caída, logra arrancar material del lecho del río. Los remolinos creados en la turbulencia, así como la arena y piedras transportadas por la corriente de agua, aumentan la capacidad de erosión.
Las aguas que se precipitan desde lo alto de una cascada no adquieren gran velocidad durante su caída debido a la resistencia del aire y a que se dividen en numerosos chorros o saltos. Su base queda sujeta a la erosión cuando está constituida por rocas blandas bajo una capa de rocas más resistentes. Siendo los estratos blandos disgregables, se producen desmoronamientos de los estratos superiores al quedar privados de soporte. Es así como las cascadas retroceden y se desplazan en dirección a la fuente del río —como fue el caso de las cataratas del Niágara entre 1842 y 1927—. En la mayoría de los casos, el retroceso depende de la erosión directa en el punto de caída, independientemente de los lechos rocosos, pues es precisamente en ese lugar donde las aguas adquieren su mayor velocidad. En ese momento de retroceso, la cascada pierde progresivamente su altura, y el salto violento del perfil longitudinal es reemplazado por una bajada rápida, pero menos brusca. Este proceso es más evidente en las cascadas verticales, donde la fuerza de la caída del agua socava la parte inferior de la pared de roca —incluso creando grandes cuevas—, mientras las partes superiores se derrumban. Los bloques de roca caídos son entonces divididos en pequeños cantos rodados por desgaste al chocar unos con otros, y también erosionar la base de la cascada por abrasión, creando una piscina de agua profunda o garganta. La tasa de retiro de un salto de agua puede llegar a un metro y medio por año.
También en rocas calizas o similares, fáciles de disolver por el agua, se suelen provocar cuevas subterráneas por debajo de los cauces principales, convirtiéndose en ríos y cascadas subterráneos. En algunos de estos casos, el hundimiento posterior de la cueva vuelve a hacer visible el cauce y sus cascadas, después de haber retrocedido muchos metros. Por otro lado, en ciertos casos, y debido a la erosión que sufren durante su caída, las aguas contienen abundantes cantidades de carbonato de calcio disuelto. Se observa, entonces, la formación de depósitos de travertino (roca formada por endurecimiento). Estos depósitos recubren rápidamente las paredes y el punto de caída, compensando, a veces, la acción erosiva. Inclusive, puede llegar a aumentar la altura de ésta.
.

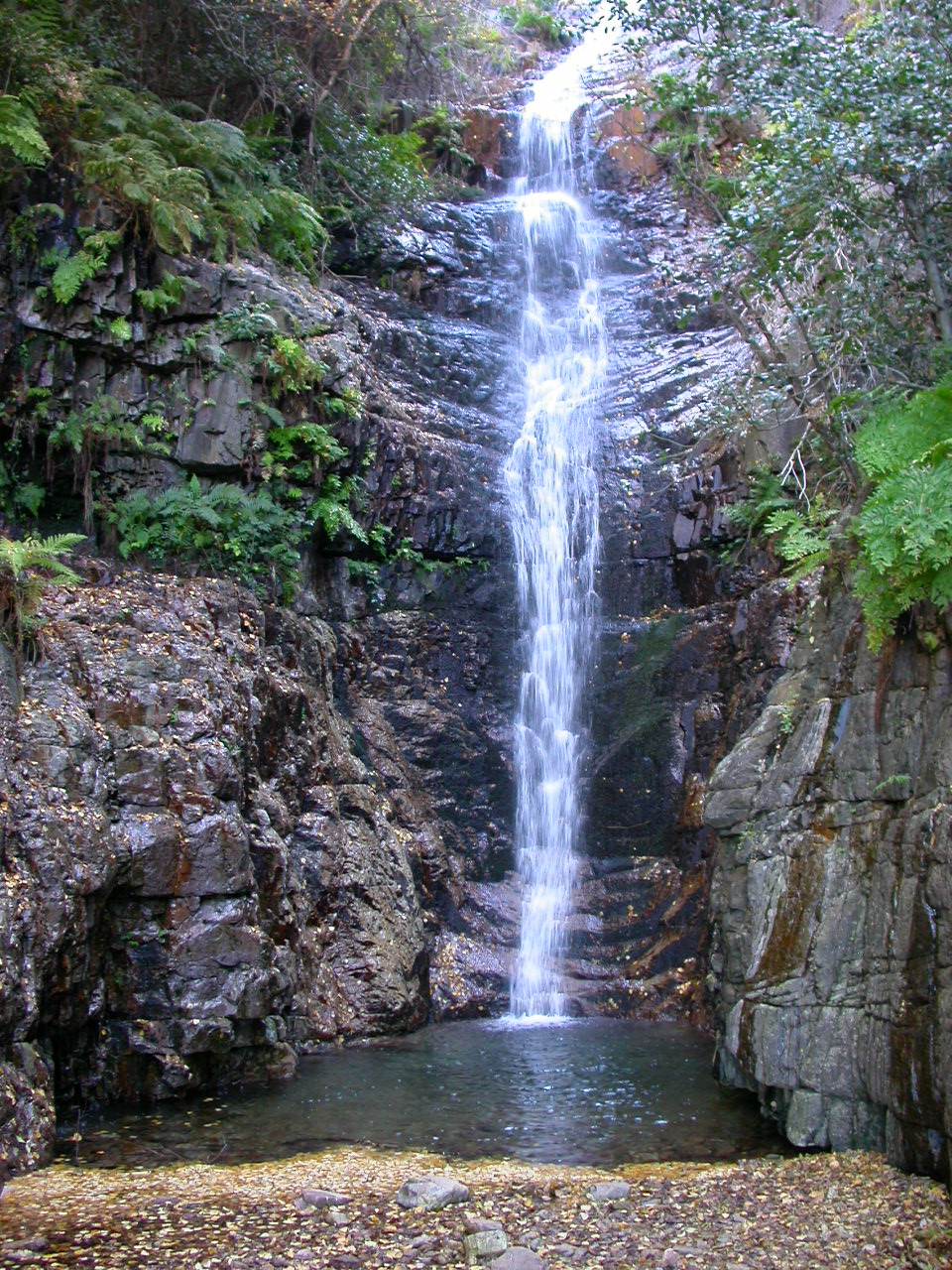
Cascada del Chorro en el parque nacional de Cabañeros,España.

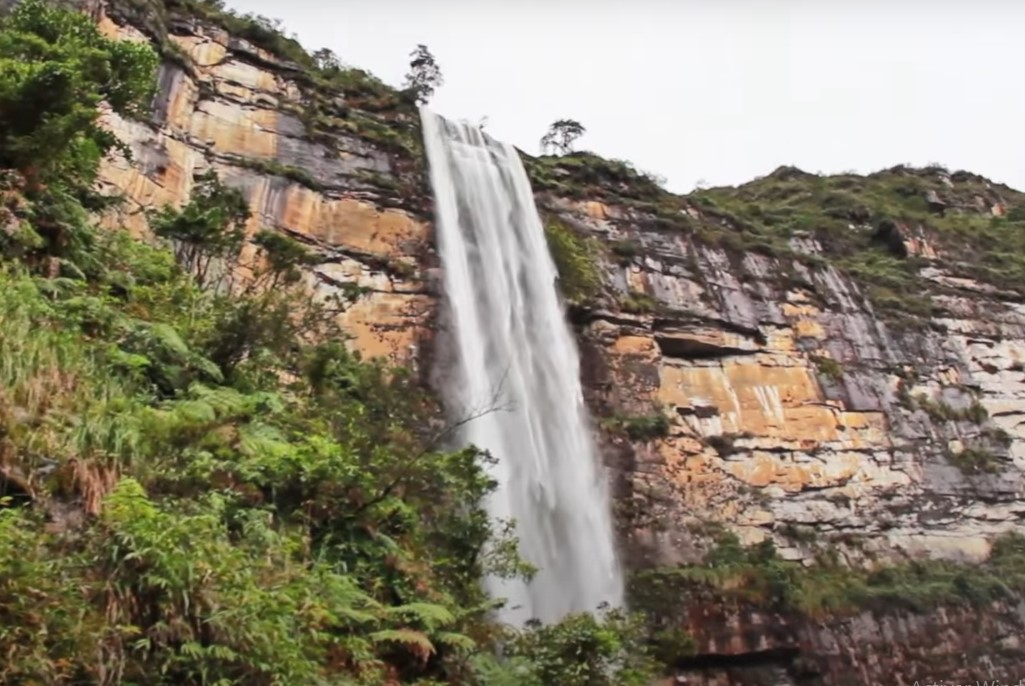
Catarata Gocta en Perú, una de las cascadas más alta del mundo

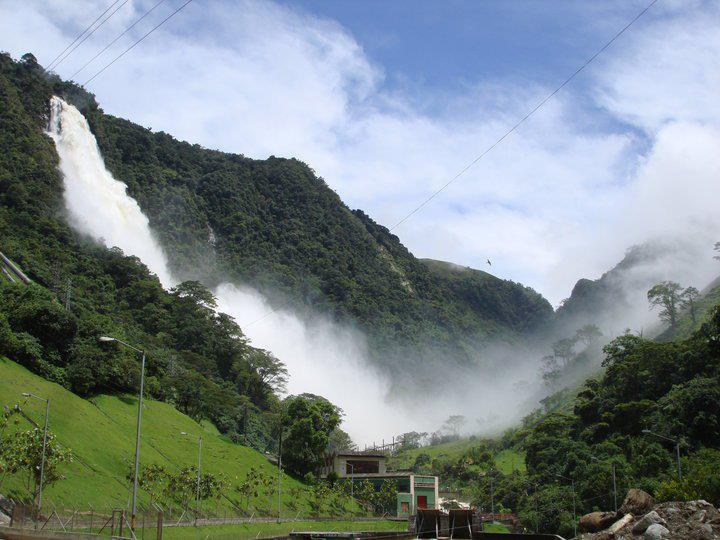
Salto de Guadalupe en Colombia, una de las cascadas más imponentes de este país.

Algunos ríos fluyen a veces sobre un gran paso en las rocas que puede haberse formado por una falla geológica, desplomándose al fondo de la misma. También las cascadas se pueden producir a lo largo del borde o a través de los glaciares, un proceso en el que un arroyo o río que desemboca en un glaciar continúa fluyendo en el valle después de que el glaciar se haya retirado o se derrita. Los grandes saltos en el valle de Yosemite son ejemplos de este fenómeno, que se conocen como valle colgante. Otra razón que puede dar lugar a la formación de valles colgantes es cuando dos ríos se unen y uno de ellos fluye más rápido que el otro.

## Clasificación
Se han elaborado algunos sistemas científicos para la clasificación de caídas de agua, siendo uno de los más recientes el International Waterfall Classification System, desarrollado por Richard H. Beisel Jr. Las caídas de aguas son agrupadas en diez grandes categorías basadas en el volumen medio de agua presente (que depende tanto del caudal medio de la caída como de su altura) usando una escala logarítmica. Son cascadas de clase 10 las cataratas del Niágara, la catarata de Paulo Afonso y las cataratas de Khone.
Según esta clasificación, las cataratas más conocidas tienen la siguiente clase: las cataratas Victoria y las cataratas Kaieteur (clase 9); las cataratas del Rin y Gullfoss (clase 8); el Salto Ángel y Dettifoss (clase 7); el salto Yosemite, Yellowstone Lower Falls y Lor Umphang Ti Sue Cascada (clase 6) ; las cataratas Sutherland (clase 5).

## Tipos

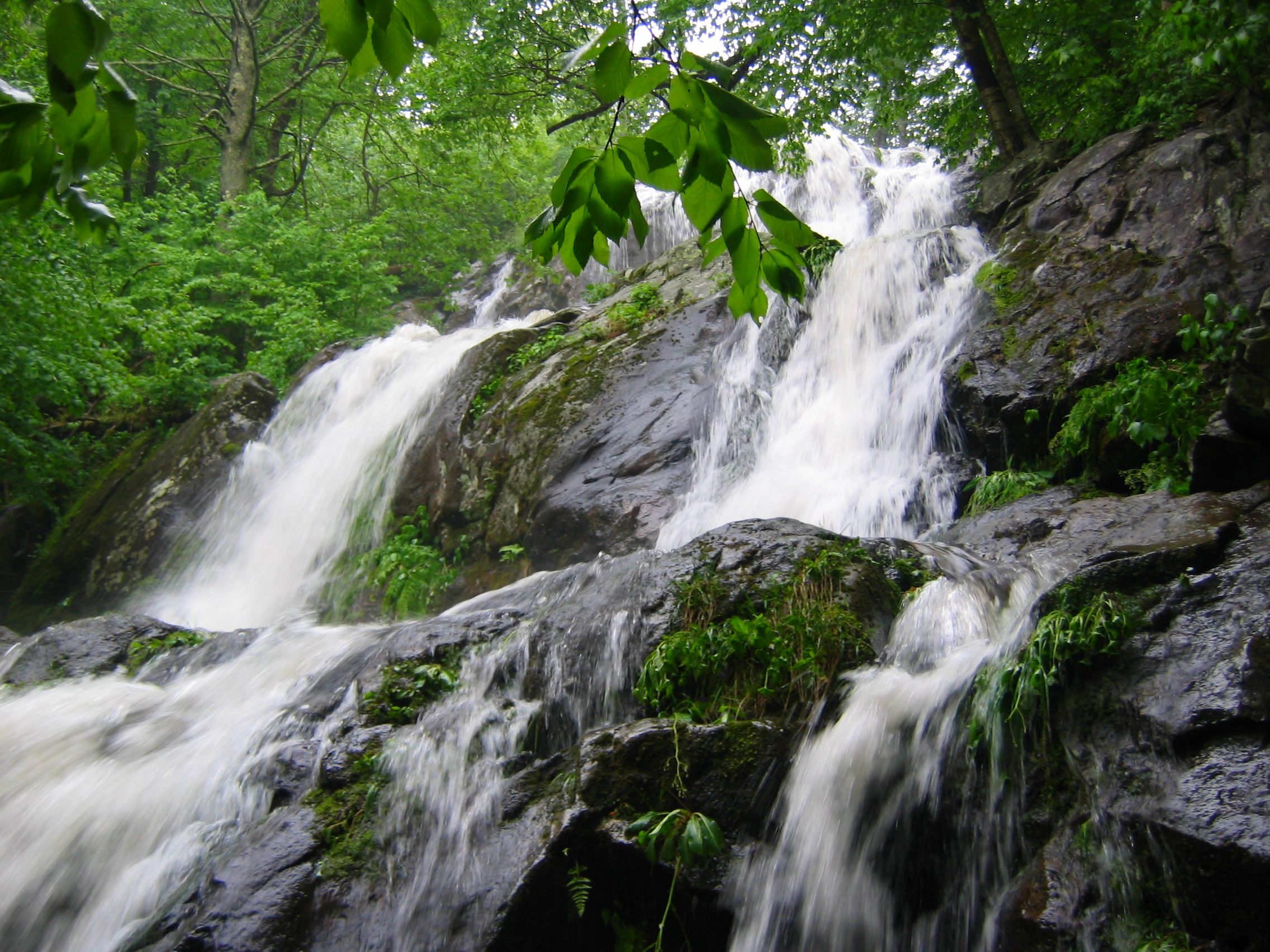
La cascada Dark Hollow, cerca de Skyline Drive, Virginia, es un ejemplo de una caída de agua tipo cascada.

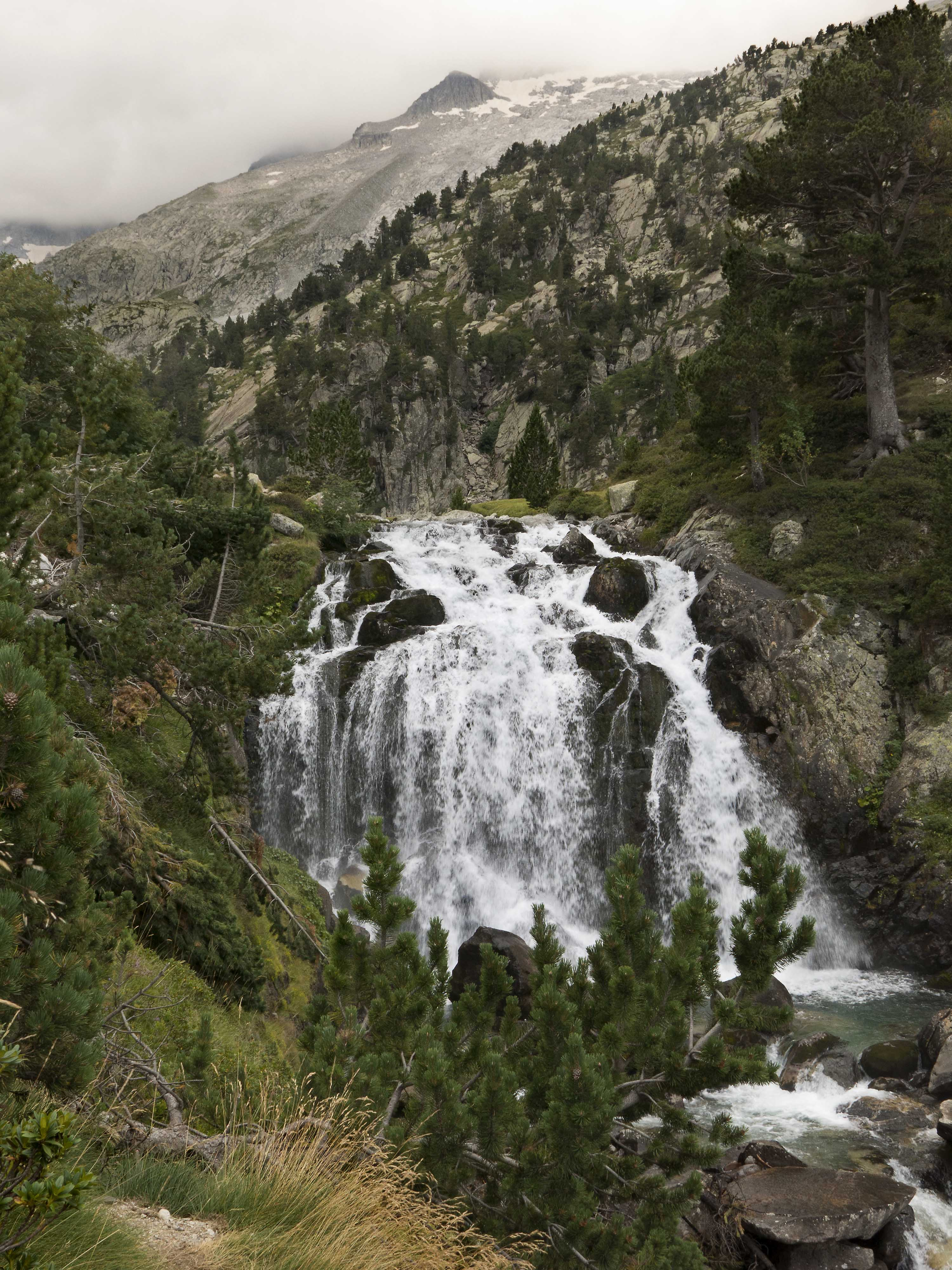
Cascada del sumidero de Aigualluts o Forau d'Aigualluts

Existen muchos tipos de caídas de agua, atendiendo tanto a la forma de la caída, la pendiente por la que discurre, el lugar y forma del fondo de la caída, el caudal y la estacionalidad. No siempre son tipos excluyentes y muchas veces algunas caídas pueden clasificarse en más de un tipo, que además puede cambiar según el volumen de agua que lleve. Los tipos principales son:
- Cascada (cascade): el agua desciende una serie de pasos de roca[5][2] («caída desde cierta altura del agua de un río u otra corriente por brusco desnivel del cauce».[6])
- Catarata (cataract): Una cascada grande y poderosa.[5] («cascada o salto grande de agua»[6])

- Bloque (block) o clásica: el agua desciende por una relativamente amplia corriente o río.[5][2]
- Repisa (ledge): el agua cae, vertical o casi vertical, desde un acantilado casi plano, siendo relativamente ancha en la parte superior.
- Salto o tobogán (chute): una gran cantidad de agua es forzada a través de un pasaje vertical y estrecho.[5]
- Cortina (curtain): similar al bloque y la clásica, cayendo el agua desde una repisa, pero siendo más alta que ancha.
- Abanico (fan): el agua se extiende horizontalmente a medida que desciende mientras permanece en contacto con la roca madre.[5]
- Cola de caballo (horsetail): el agua descendente mantiene algún contacto con la roca.[5]
- En talud o pedregosa ('scree o talus): El agua fluye en una mezcla caótica entre restos de rocas por una pendiente que generalmente se encuentra en la base de un acantilado. No se suelen considerar si la pendiente es por lo menos de 30 grados.
- Zambullida o en picado (plunge): el agua desciende verticalmente, perdiendo contacto con la superficie de la roca.[5]
- Cuenco (punchbowl): el agua desciende en forma restringida y, a continuación, se extiende en una amplia piscina.[5]
- Segmentada (segmented): Se forman claramente al descender flujos de agua diferentes.[5] Cascada de Sastarrain, en la provincia española de Guipúzcoa. Ejemplo de cascada segmentada.

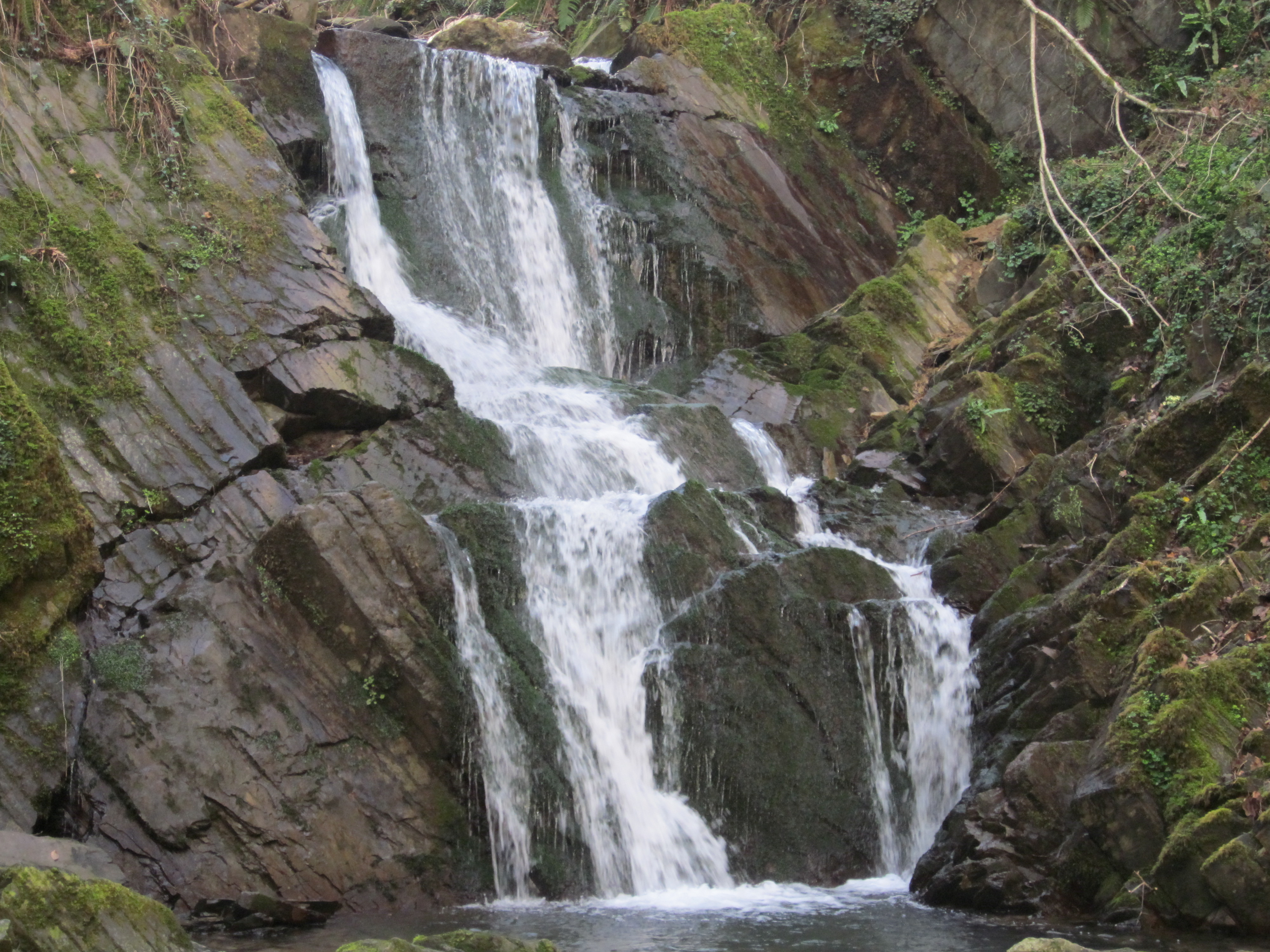
Cascada de Sastarrain, en la provincia española de Guipúzcoa. Ejemplo de cascada segmentada.

- Escalonada o por niveles (Tiered): el agua cae por una serie de pasos distintos o cascadas.[5]
- Multipaso (multi-step): Una serie de cascadas, una tras otra, de aproximadamente el mismo tamaño cada una con su propia piscina.[5]
- Cinta (ribbon): el agua desciende por una estrecha franja significativamente más alto que ancho.
- Velo (veil): el agua cae sobre las rocas (por lo general grandes rocas) creando una fina capa de agua que apenas cubre su superficie, casi como una veladura.
- Congelada (frozen): cualquier salto de agua que tiene algún elemento de hielo.[5]

## Ejemplos de grandes cascadas

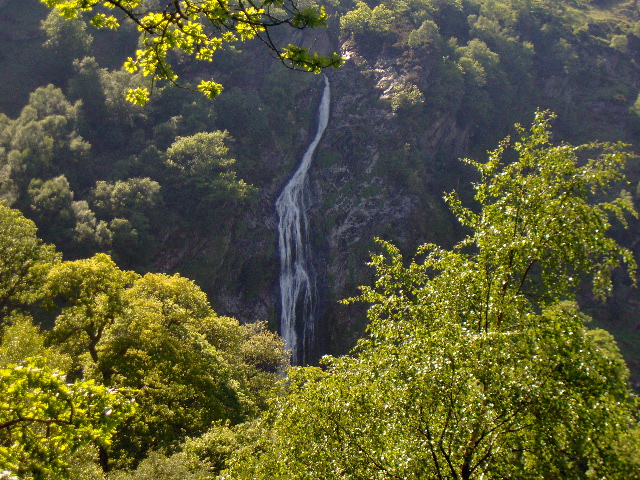
Powerscourt Waterfall, cerca de Enniskerry, Condado de Wicklow, Irlanda, es un ejemplo de una caída de agua tipo cola de caballo.

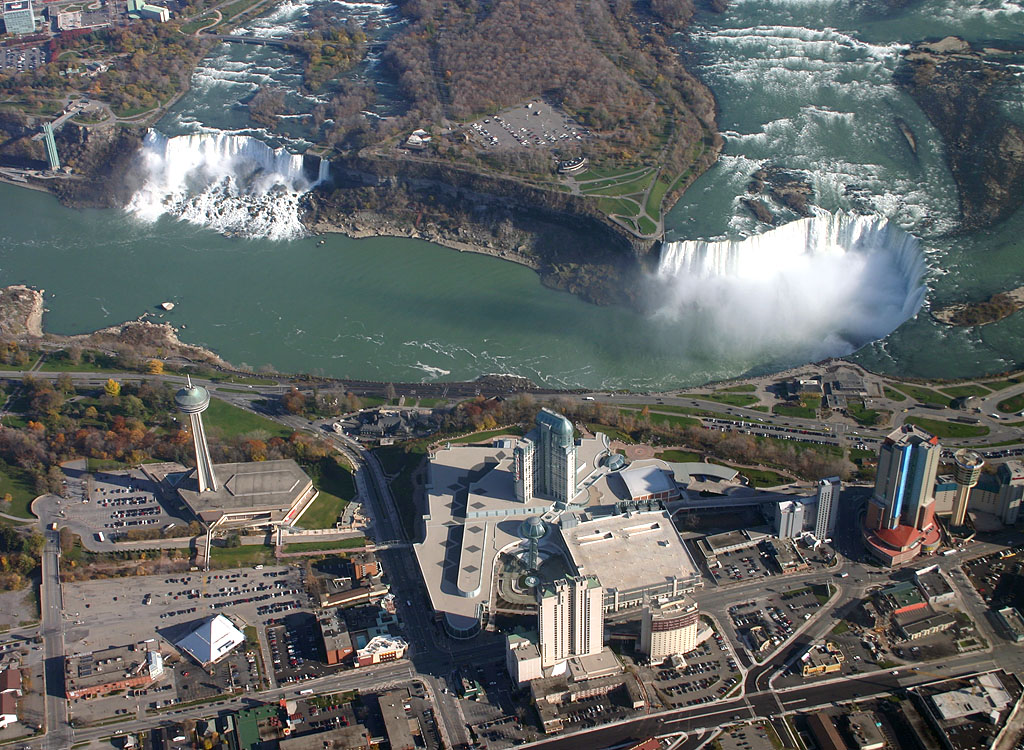
Vista aérea de las cataratas del Niágara, entre el estado de Nueva York y la provincia de Ontario, Canadá.

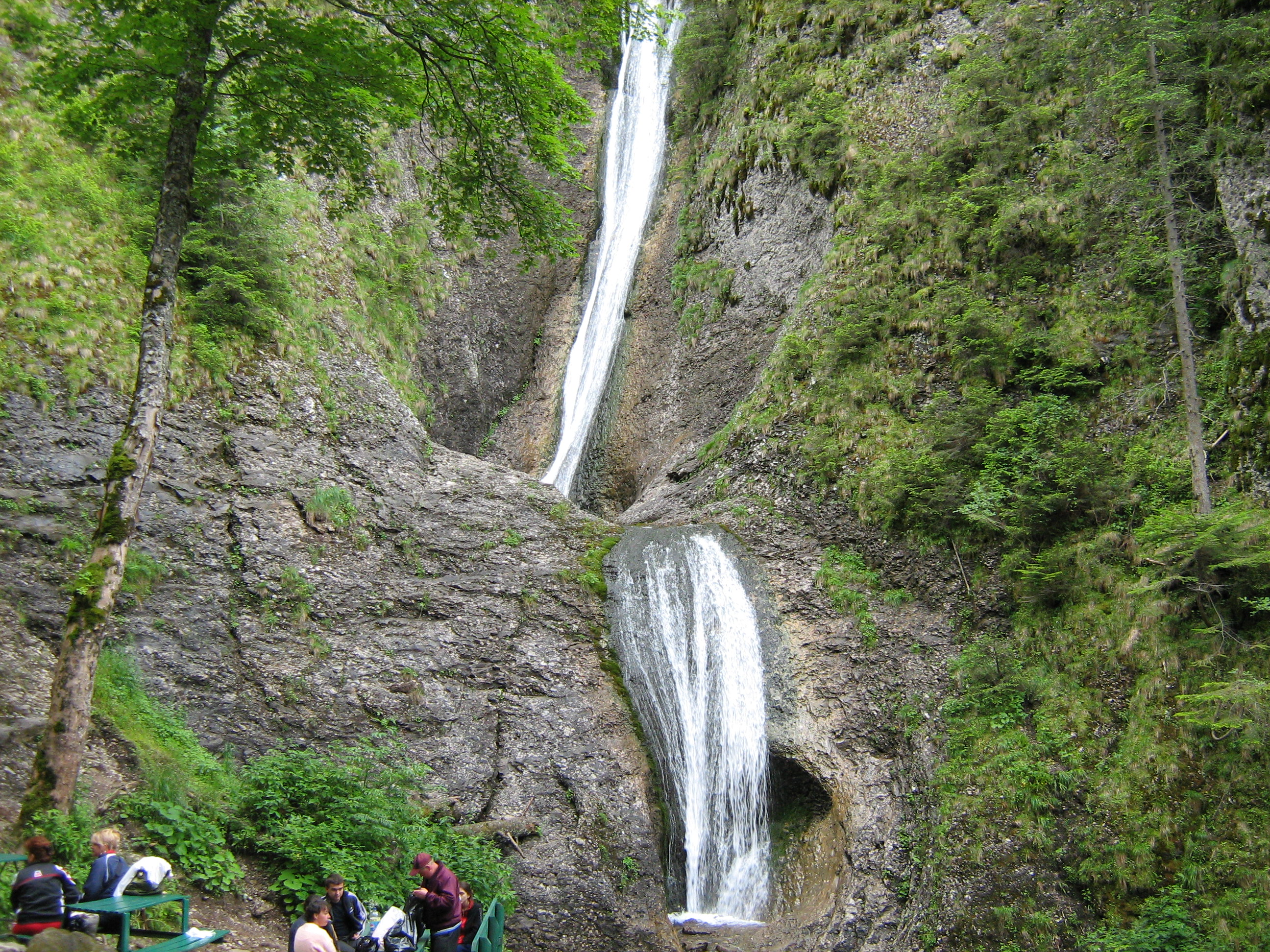
Catarata Duruitoarea, en Ceahlău, Rumania.

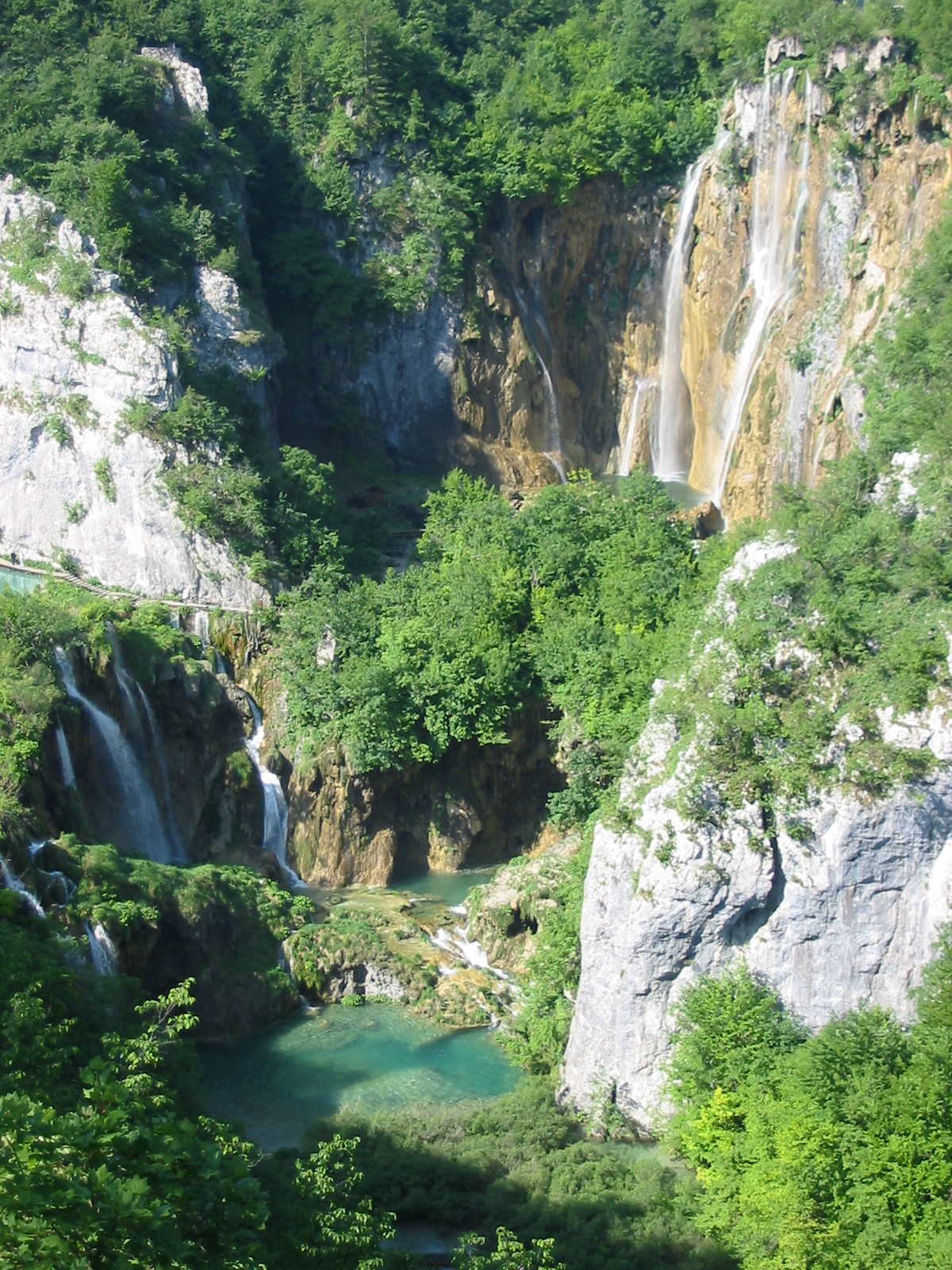
Lagos Plitvice, Croacia.

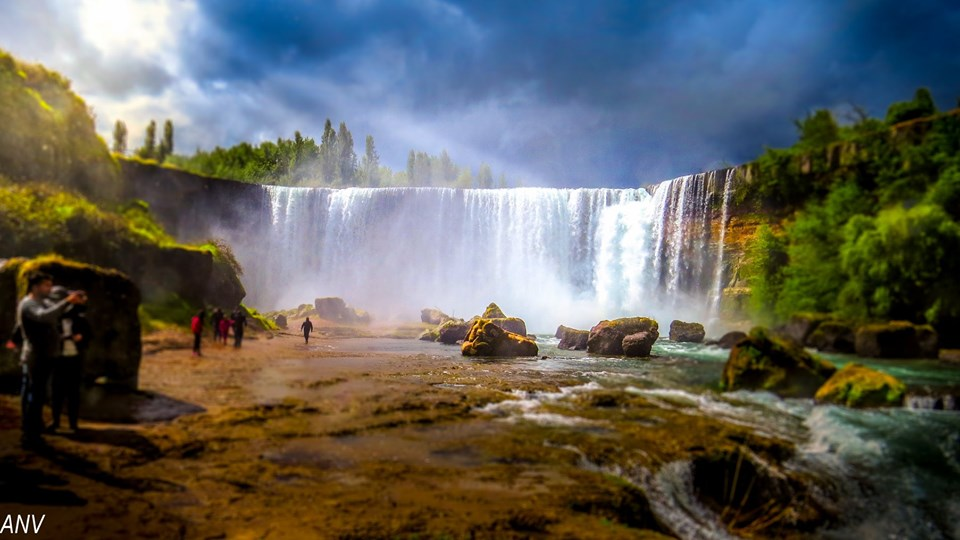
Salto del Laja es una serie de cuatro cascadas en Chile.

Algunas de las cataratas más importantes del mundo, en orden alfabético, son las siguientes:
- salto Ángel, es el salto de agua más alto del mundo, con una altura de 979 m (807 m de caída ininterrumpida), generada desde el Auyantepui. Se localiza en el parque nacional Canaima, en el estado Bolívar, Venezuela.
- cataratas Bambarakanda, con 263 m, es la cascada más alta de Sri Lanka.
- Cascada de Basaseachi con 246 m de caída libre se encuentra dentro del parque nacional Cascada de Bassaseachic. Ubicada en el municipio de  Ocampo, Chihuahua, es la cascada permanente más alta de México.
- salto Bridalveil, con 189 m, en el valle de Yosemite.
- Cascada de Marmore, en Italia, es la cascada artificial más alta del mundo.
- surtidor Cautley, con 175 m, es la cascada más alta de Inglaterra.
- cascadas Colonial Creek, con 788 m, es la segunda cascada más alta en Norteamérica, se encuentran en el parque nacional Cascadas del Norte, Washington, Estados Unidos.
- cataratas Detian - Ban Gioc es la cuarta cascada internacional más grande del mundo, localizada en la frontera chino-vietnamita.
- Dettifoss, en el norte de Islandia, es la catarata más grande de Europa en términos de volumen de descarga, con un caudal medio de 200 m³/s. La catarata tiene unos 100 metros de anchura y una caída de 44 m hasta el cañón Jökulsárgljúfur.
- Eas a' Chual Aluinn, con 200 m, es la cascada más alta tanto de Escocia como del Reino Unido.
- Catarata Gocta, con 771 m, es la quinta más alta del mundo, situada en la provincia de Bongara, Departamento de Amazonas (Perú).
- Salto de Guadalupe cerca al municipio de Gómez Plata en Antioquia es una de las cascadas más imponentes de Colombia.
- cataratas Hannoki, con 500 m, es la cascada más alta de Asia, situada en Tateyama, Japón.
- High Force, en el río Tees, es una de las cascadas más altas de Inglaterra.
- cascada Huangguoshu, en Anshun, Guizhou, China, es la catarata más grande de Asia Oriental.
- Las cataratas del Iguazú,[8] localizada en, Argentina en la provincia de Misiones, generado por la caída del Iguazú, ubicado en el parque nacional Iguazú creado en 1934 por la Ley 12.103 con el objetivo de conservar las majestuosas Cataratas del Iguazú, uno de los fenómenos naturales más importantes del mundo, así como la biodiversidad que la rodea.
- cataratas James Bruce, con 840 m, la cascada más alta de Norteamérica, localizada en el Parque Provincial Marino Princesa Louisa, Columbia Británica, Canadá.
- cataratas Jog, la cascada más alta de la India (listada como 314 en el ranking de la World Waterfall Database), localizada en el estado de Karnataka, India.
- cataratas Jurong en Singapur es una cascada artificial.
- cataratas Kaieteur, con 226 m, en el río Potaro en Guyana central, localizada en parque nacional Kaieteur.
- cataratas Krimmler, con 380 m, el segundo salto de agua más alto de Austria, localizada en Krimml, Salzburgo, Austria.
- Salto del Laja, un conjunto de cuatro cascadas de entre 20 y 140 m separadas a no más de 1000 metros de distancia. Están ubicadas en la región del Bio Bio, Chile.[9]
- cataratas Multnomah, con 186 m de altura y 30 m de anchura.
- cataratas del Niágara,[10] las más caudalosas de Norteamérica.
- cascadas de Ouzoud, con apenas 110 m, las más altas de Marruecos.
- cataratas Pissing Mare, con 350 m, el más alto en el este de Norteamérica.
- Pistyll Rhaeadr, de 73 m, es una cascada de Gales.
- Ramnefjellsfossen, con 808 m, tercera más alta del mundo, en Stryn, Nesdalen, Noruega.
- cataratas del Rín es la más ancha de Europa, localizada en Suiza.
- cataratas ShirAbad, localizada en Irán, Golestán, Khanbebin, Shirabad.
- cascadas Shoshone, las "Niagara of the West", en Idaho.
- cataratas St.Clair, con 265 m, la cascada más ancha de Sri Lanka.
- cataratas Silver, localizada en Silverton, Oregon.
- catarata Takakkaw, con 384 m, en Yoho National Park en Canadá.
- salto del Tequendama, con 132 m, una cascada sobre el río Bogotá, a unos 30 km al suroeste de Bogotá, en Colombia.
- Ventanas de Tisquizoque, en el municipio colombiano de Floríán.
- salto del Tugela, con 947 m, el segundo más alto del mundo, en la provincia KwaZulu-Natal, Sudáfrica.
- cataratas Victoria la catarata más grande del mundo, con más de una milla de ancho, localizada en el río Zambeze, en la frontera de Zimbabue y Zambia.
- cataratas Virginia en el río South Nahanni, Territorios del Noroeste, Canadá, es la 14.ª más alta del mundo localizada en el Nahanni National Park Reserve un Patrimonio de la Humanidad.
- cataratas Waihilau, con 792 m, localizada en el Waimanu Valley, Hawái, Estados Unidos.
- cataratas Yosemite, con 739 m, la cuarta cascada más alta de Norteamérica, localizada en el parque nacional de Yosemite, Estados Unidos.
- cataratas Yumbilla, con 896 m, la quinta cascada más alta del mundo, ubicada en Perú.

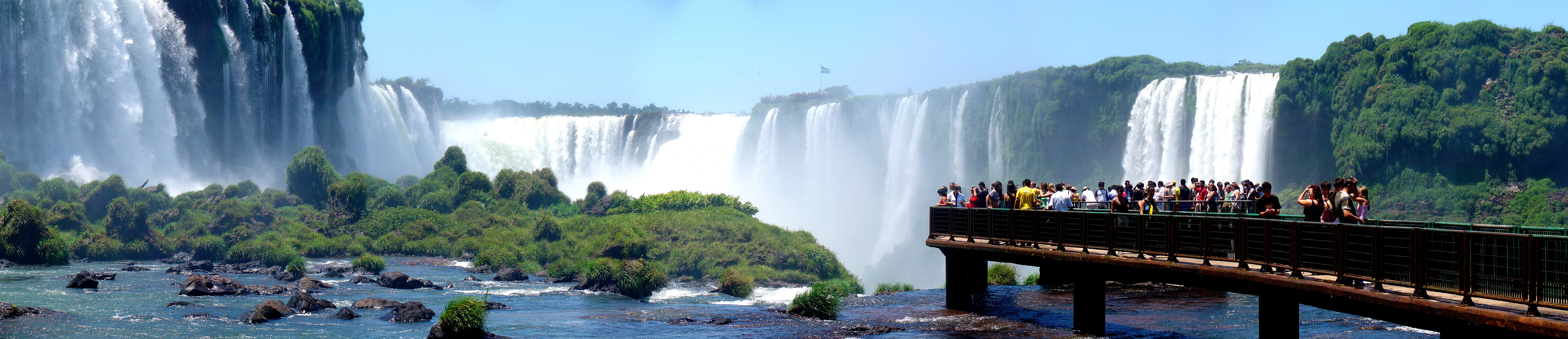
Las Cataratas del Iguazú, en Argentina y Brasil. Todos los saltos sumados forman el sistema de cascadas más caudaloso del mundo, con un promedio de 1500 m³/s. Declaradas como una de las siete maravillas naturales del mundo.

## Cascadas de interior

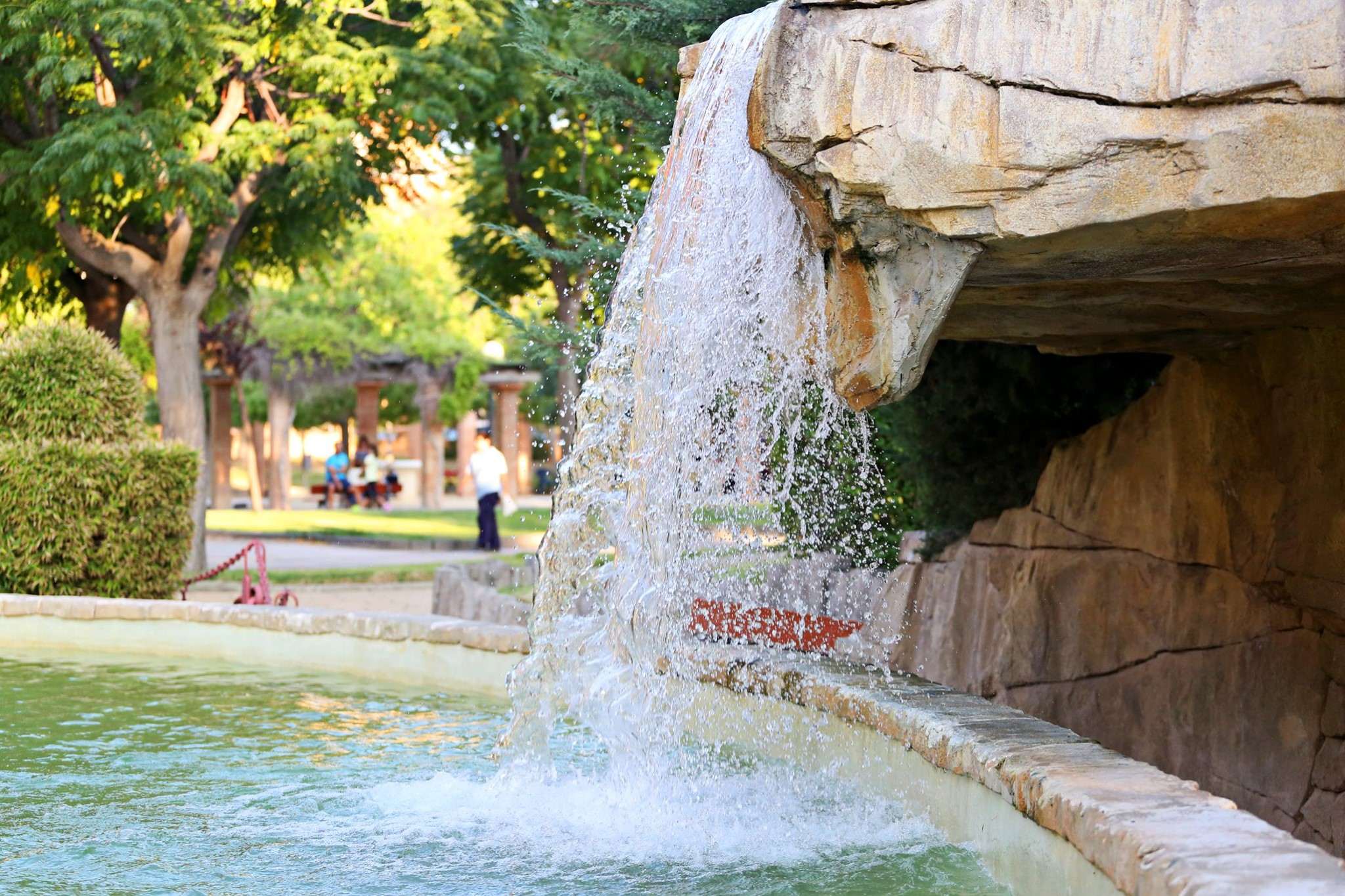
Cascada de un parque en septiembre de 2020

Algunas cascadas se construyen con medios artificiales en interiores como elementos decorativos, siendo la mayor la que está en el vestíbulo del Centro Internacional de Detroit.